# 牛腿琴
牛腿琴，又称牛巴腿或二弦琴，按其音色也称为“给以”，是侗族的一种传统弓弦乐器，因琴体下端粗大上端纤细，形似牛腿而得名。流行于贵州、广西和湖南等地区。传统上用于侗族民歌和侗戏伴奏，也可用来独奏。

## 结构
长50-80厘米左右，小型的可有18-20厘米。用整块杉木（或桐木、松木、椿木、杨木等）制成。下部挖空，上蒙杉木或桐木制作的面板。面板上开有一个圆形音孔，可插入音柱。音柱被用来在演奏时调节音量和音色。
琴头為方柱形，无饰，长7-12厘米，宽4-6厘米，两侧或右侧各有硬木制的弦轴。琴头正面下方开有两个弦孔以穿弦。琴颈前平后圆、上窄下宽，长22-38厘米。正面无指板和品位。面板下方2/3处有竹或木制的桥形琴碼。
两条琴弦用细棕绳制作，下部繫在琴尾部钉的钻孔牛皮上。牛腿琴的琴弓为竹制，繫棕丝制的弓毛。后来也有用丝弦、钢丝弦或马尾弓毛的。

## 演奏
牛腿琴以五度音程定弦。小型的牛腿琴放於肩膀上演奏，大型的也可挟在腋下或支在两腿之间演奏。牛腿琴音色纤柔，略带嘶哑。

## 哈尼族的牛腿琴
哈尼族有一种类似的乐器也称为牛腿琴或碧约牛腿琴，流傳于云南思茅地区，也为整木制作，两根琴弦。
碧约牛腿琴长65-70厘米，为野桑木制，下部挖空的共鸣箱前方蒙有木制面板。面板中央开有12个圆形音孔。琴头正面有雕刻装饰，并带两个硬木弦轴。两条琴弦为丝或钢丝制。用牛角或竹片制成的拨子演奏。
碧约牛腿琴是斜置在胸前演奏，左手持琴按弦，右手弹拨。按五度音程定弦，音色清亮雅致，但音量较小。用于独奏或为歌唱伴奏。